# Раштаттский дворец
Дворец Раштатт — бывшая резиденция маркграфов Баден-Бадена в немецком городе Раштатт на западе федеральной земли Баден-Вюртемберг. Дворцовый комплекс и примыкающий к нему обширный парк были созданы около 1700 г. по проекту итальянского придворного архитектора Доменико Эгидио Росси для маркграфа Людвига Вильгельма. Дворец построен в подражание Версалю, и считается старейшей барочной резиденцией на Верхнем Рейне.

## История
Вопрос о возведении новой маркграфской резиденции остро встал после окончания войны за пфальцское наследство, в ходе которой французскими войсками в 1689 г. был сожжён Новый замок в Бадене. Замок был хотя и восстановлен, но не удовлетворял более функции репрезентации абсолютной власти монарха.
Приглашённый из Италии и назначенный придворным архитектором, Доменико Эгидио Росси (Domenico Egidio Rossi, 1659—1715) уже с 1697 г. по заказу Людвига Вильгельма возводил в расположенной несколько севернее Бадена деревне Раштатт охотничий замок. К осени 1699 г. было в целом завершено строительство двух его флигелей и начат основной корпус (Corps de Logis), когда маркграф принял решение о переносе своей резиденции в Раштатт, что повлияло, как на судьбы Раштатта, получившего городские права (в 1700 г.), так и на дальнейшие планы строительства. В 1702 г. основной объём здания был готов, и уже зимой 1701/1702 гг. семья маркграфа въехала в боковые флигеля нового дворца; к 1705 г. в Раштатт переехала и большая часть маркграфского двора.
Людвиг Вильгельм, однако, едва смог в полной мере насладиться своей новой резиденцией, так как с 1701 г. Баден-Баден был непосредственно втянут в войну за испанское наследство, и маркграф проводил всё время на полях сражений. От полученных ранений он и скончался в январе 1707 г. Тогда же его вдова Франциска Сибилла Августа Саксен-Лауэнбургская отстранила от дел Доменико Росси, поручив дальнейшие работы во дворце богемскому архитектору Иоганну Михаэлю Людвигу Рореру (Johann Michael Ludwig Rohrer, 1683—1732).
В мае того же года Раштатт был занят французскими войсками, однако дворец едва ли пострадал, и уже к концу года работы возобновились снова. В конце ноября 1713 г. Раштатт был избран местом проведения мирных переговоров и последовавшего 7 марта 1714 г. заключения мирного договора между Францией и Австрией.
В 1722 г. строительные работы во дворце были, наконец, завершены с установкой скульптуры Юпитера, метающего молнии. Но и в последующие десятилетия постоянно проводилась санация конструкций крыши.
В конце XVIII в. (1797—1799 гг.) дворец принимал очередной большой конгресс, созванный во исполнение условий Кампо-Формийского договора и ставший прологом к процессу медиатизации духовных и имперских княжеств в Германии.
В XIX в. во дворце размещалась комендатура раштаттской крепости.
С падением монархии в 1918 г. раштаттский дворец перешёл в собственность государства.

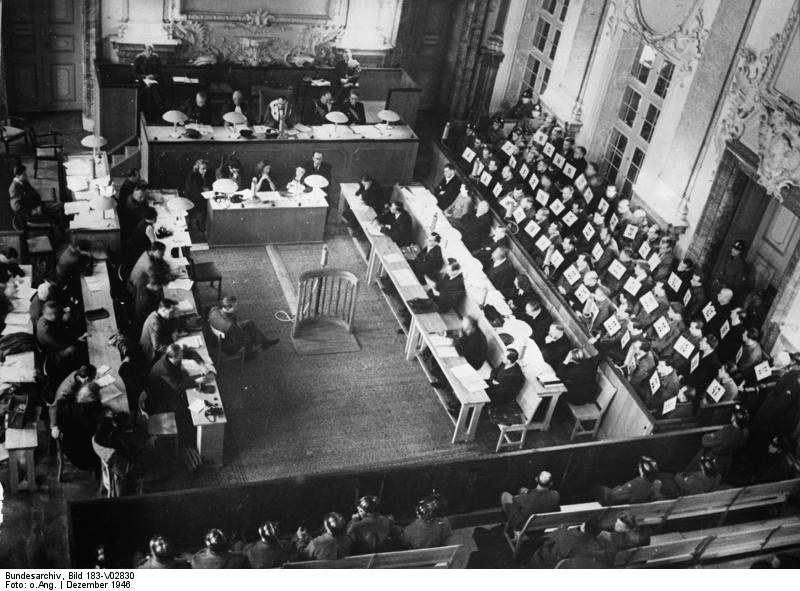
Судебное заседание в Раштаттском дворце. 1946 г.

По окончании Второй мировой войны в полностью сохранившемся дворце между 1946 и 1954 гг. проходили так называемые «Раштаттские процессы», организованные французским военным командованием для расследования случаев принудительного труда и организации концлагерей в южной Германии; на скамье подсудимых оказалось более 2000 человек.

## Современное использование
Дворец Раштатт находится в государственной собственности, под управлением «Государственных замков и парков Баден-Вюртемберга», и открыт для посещения.
- В южном крыле дворца с 1956 г. размещается основанный в 1934 г. Военно-исторический музей (Wehrgeschichtliches Museum), демонстрирующий экспонаты военной истории юго-запада Германии периода XVI—XX вв.
- В северном крыле располагается Окружной суд Раштатта и открытый в 1974 г. Музей германского демократического движения (Erinnerungsstätte für die Freiheitsbewegungen in der deutschen Geschichte).
- Центральная часть дворца интересна, в первую очередь, своими парадными помещениями в стиле барокко и рококо.